# Кармену Велья
Кармену Велья (англ. Karmenu Vella; нар. 19 червня 1950, Зуррік, Мальта) — мальтійський політик, інженер і менеджер, колишній міністр в різних міністерствах, член Лейбористської партії, довгий час був депутатом парламенту. Європейський комісар з питань довкілля, морських справ і рибальства (1 листопада 2014-30 листопада 2019).

## Біографія
Закінчив факультет архітектури та цивільного будівництва Університеті Мальти, також отримав ступінь магістра в галузі управління туризмом у Шеффілдському університеті.
Працював архітектором та інженером, у 1973 році він став директором Mid-Med Bank, а рік по тому — керуючим директором мальтійсько-лівійської компанії.
У 2001 році призначений виконавчим головою компанії Corinthia Hotels International, керував іншими компаніями в галузі будівництва та туризму.
У той же час займався політичною діяльністю в Лейбористській партій. 1976 року він вперше обраний депутатом Палати представників. Успішно переобирався на наступних виборах у 1981, 1987, 1992, 1996, 1998, 2003, 2008 і 2013 рр. У 1981—1983 роках він обіймав посаду міністра громадських робіт, з 1984 по 1987 він був міністром промисловості.
У 1996—1998 в уряді Альфред Санта і у 2013—2014 роках в уряді Джозефа Муската обіймав посаду міністра туризму.

## Родина
Одружений, має двох синів.